# Ecuador Martínez
Ecuador Martínez Collazo (Milagro, Guayas, 28 de julio de 1922-Milagro, Guayas, 2 de agosto de 2012) fue un narrador deportivo ecuatoriano. " el maestro de muchos maestros", "Uno de los más celebrados cultores del arte del bien decir, particularmente al momento de relatar el gol".

## Biografía
Hijo de Ramón Martínez Aguirre y Celia Collazo de Martínez.
De las escuelas Nicanor Larrea y de los Hermanos Cristianos de Riobamba, se graduó del colegio Normal Juan Montalvo en Quito.
Con Teresa Huerta, son sus hijos Raúl y Nancy y con Juana Rosa Aguirre: Sonia, Roberto y Ramón.
Paco Villar, lo incorporó al radioteatro en el elenco de ‘El Teatro en su Hogar’ de radio El Telégrafo. La comedia Un Burro y Tres Baturros con Villar, Elsy Vidal, Enrique Vega y Lucho Martínez. Humberto Romero Gálvez lo llevó a la desaparecida Radio Oriente para los comerciales, y Lucho Alcívar Elizalde lo incorporó a CRE que el 30 de junio de 1948 narró el partido donde Barcelona ganó 5-4 a Deportivo Cali, también trabajó en Radio Imán, Súper K 800 y América, en esta última como locutor artístico.
Fue uno de los primeros periodistas deportivos de Ecuador junto a Voltaire Paladines Polo que dueño de radio CRE, lo ayudó con la financiación del Sistema de emisoras de Radio Atalaya en Milagro  al aire desde el 13 de noviembre de 1950. 
Cubrió eventos importantes como Copa América, Eliminatorias, y Mundiales de todo tipo de deportes, y se inclinó por el fútbol. Fue el primer ecuatoriano en narrar un evento internacional en vivo: el Sudamericano de Fútbol de 1953 en Lima y en 1957 en la Copa América de Lima le valió el título de "El mejor narrador deportivo de América".
Su voz es bien recordada en la narración que hizo para Atalaya, en un partido entre Barcelona y Estudiantes de la Plata en Argentina, cuando junto a los comentarios de Arístides Castro Rodríguez, gritó "y gol y gol y gol" frase con la que se inmortalizó en la historia de la narración deportiva ecuatoriana, con el gol de "sacerdote español" Juan Manuel Bazurko que le dio la victoria a Barcelona de 1-0, terminando así con el invicto tricampeón de América, Estudiantes de la Plata, el 29 de abril de 1971. También popularizó la frase en referencia a su compañero comentarista: "¡y cómo la vistes Arístides!".
La dictadura del General Guillermo Rodríguez Lara en 1973 lo designó por diez meses Concejal Principal del Cantón en la administración de Norman Zea Durán. .
Como hombre público dueño de un amplio prestigio nacional, Nicolás Lapentti Carrión le propuso a la alcaldía de Milagro por el Partido Social Cristiano, pero declinó considerándose “alérgico” a la actividad política.
En 2006 fue homenajeado por la Federación Ecuatoriana de Fútbol y Círculo de Periodistas Deportivos del Ecuador, en conjunto a Carlos Efraín Machado, Jacinto Landázuri y Petronio Salazar por sus servicios al periodismo deportivo ecuatoriano, su trayectoria y vocación con gran profesionalismo en el campo de la narración deportiva por más de 40 años.
La revista El Gráfico, de Argentina, realizó una encuesta sobre quién era el mejor locutor deportivo de América, Ecuador Martínez Collazo obtuvo dicho reconocimiento.
Alguna vez confesó: “Creo que le debo a Milagro todavía. Yo con la radio pude haber hecho más de lo que modestamente he realizado; de manera que no me considero un personaje de Milagro, al contrario, le estoy debiendo a Milagro. Ya es poco lo que me queda de vida, ojalá que en este tiempo logre recuperarme y logre darle a Milagro lo que se merece”.
El coliseo que lleva su nombre, se conocía como 17 de septiembre por las fiestas de cantonización de Milagro, fue inaugurado en 1983, con capacidad para 2.500 personas y está dedicado al básquetbol.